# Évolution du cerveau

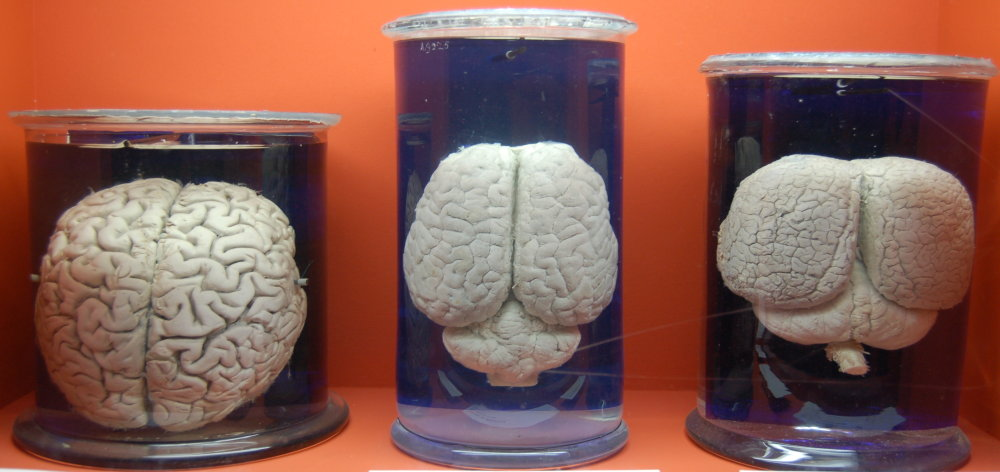
Comparaison des cerveaux (de gauche à droite) d'homme (Homo sapiens), de rhinocéros (Diceros bicornis) et de dauphin commun (Delphinus delphis) présentée à l'exposition "Incroyables Cétacés" au Muséum National d'Histoire Naturelle de Paris (France) du 11 juin 2008 au 25 mai 2009.

Les principes qui régissent l'évolution de la structure du cerveau ne sont pas bien compris. La notion d'intelligence et les moyens de la mesurer font débat et, malgré les progrès importants de la neurologie ces dernières années, les mécanismes de l'apprentissage et de la cognition et plus généralement le fonctionnement du cerveau ne sont pas bien compris.
La taille du cerveau n'est pas corrélée à la taille du corps isométriquement mais plutôt allométriquement. C'est-à-dire qu'il n'y a pas de relation linéaire entre la taille du cerveau et du corps. Par exemple, les petits mammifères ont des cerveaux relativement gros par rapport à leur corps et les grands mammifères (comme les baleines) ont comparativement de petits cerveaux rapporté à leur taille. Les propriétés du cerveau supposées être pertinentes pour l'intelligence sont la taille relative du cerveau (son degré d’encéphalisation), et la part du cortex, du cortex préfrontal, et du cervelet dans le volume global du cerveau.
En réalité, le nombre de neurones corticaux et la vitesse de conduction, qui sont les bases du traitement de l'information, sont des indicateurs  plus pertinents.
Si le poids du cerveau est tracé en fonction du poids corporel chez les primates, la ligne de régression des points d'échantillonnage peut donner une indication de la capacité cognitive d'une espèce de primates. Les Lémuriens, par exemple, se situent au-dessous de cette ligne, ce qui signifie que leur cerveau est plus petit que la moyenne des primates de taille équivalente. Les humains se situent au-dessus de la ligne, ce qui indique qu'ils ont un cerveau plus gros que la moyenne des primates de taille comparable. En fait, les humains se situent à l’extrémité supérieure de la courbe des primates vivants. Les hommes de Neandertal, aujourd’hui disparus, possédaient un cerveau plus volumineux que les hommes modernes, mais avec un coefficient d'encéphalisation moindre.

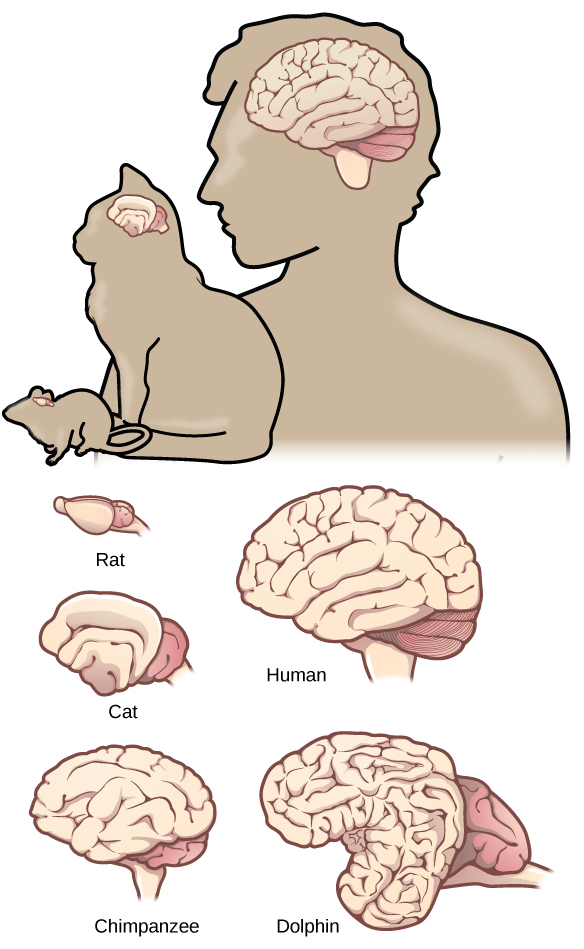
Comparaison morphologique de différents cerveaux entre quelques espèces.

Le coefficient ou quotient d'encéphalisation est une mesure de la taille relative du cerveau, définie comme le rapport entre la masse du cerveau réelle et la masse du cerveau moyen pour un mammifère de taille équivalente, et est supposé être une estimation approximative de l'intelligence ou de la cognition de l'animal. Les primates se trouvent au sommet de cette échelle, avec les humains atteignant le score le plus élevé. Le coefficient d’encéphalisation a un degré élevé de corrélation avec le comportement d'un animal, notamment sur le plan alimentaire.

## Chronologie

### Système nerveux
| Animal   | Poids du cerveau (en g) | Coefficient d'encéphalisation | Nombre de neurones corticaux (en millions) |
| -------- | ----------------------- | ----------------------------- | ------------------------------------------ |
| Baleine  | 2 600 - 9 000           | 1.8                           | n.c.                                       |
| Éléphant | 4 200                   | 1.3                           | 10 500                                     |
| Humain   | 1 250 - 1 450           | 7.4 - 7.8                     | 11 500                                     |
| Dauphin  | 1 350                   | 5.3                           | 5 800                                      |
| Gorille  | 430 - 570               | 1.5 - 1.8                     | 4 300                                      |
| Chien    | 64                      | 1.2                           | 160                                        |
| Souris   | 0.3                     | 0.5                           | 4                                          |

### Cerveau primitif
Grâce aux fossiles, les paléoneurologues ont pu déduire que la première structure cérébrale est apparue dans des vers il y a plus de 500 millions d'années. Les cerveaux les plus primitifs n'étaient guère plus que des amas de cellules. Les fonctions du cerveau postérieur trouvées dans ces fossiles comprennent la respiration, la régulation du rythme cardiaque, l'équilibre, les mouvements moteurs de base et des compétences de recherche de nourriture. L'observation des cerveaux des souris, des poulets et des singes a montré que les espèces plus complexes préservent les structures pilotant les comportements de base. Cela signifie que les fonctions plus sophistiquées s'ajoutent aux fonctions basiques sans les remplacer. Le cerveau humain moderne contient également une région du cerveau postérieur dite primitive. Le rôle de cette partie du cerveau est de maintenir les fonctions fondamentales de l'homéostasie. Le pont ou pont de Varole et la moelle allongée sont par exemple deux structures importantes localisées dans cette partie du cerveau située schématiquement à la jonction entre la colonne vertébrale et le cerveau.

### Cerveau paléomammifère
Une nouvelle région du cerveau est apparue il y a environ 250 millions d'années après l'apparition du rhombencéphale. Cette région est appelée le cerveau paléomammifère. Les parties principales sont l’hippocampe et les amygdales souvent désigné comme l'aire limbique. Le système limbique traite des fonctions plus complexes, y compris les comportements émotionnels, sexuels et violents, la mémoire et l’olfaction.

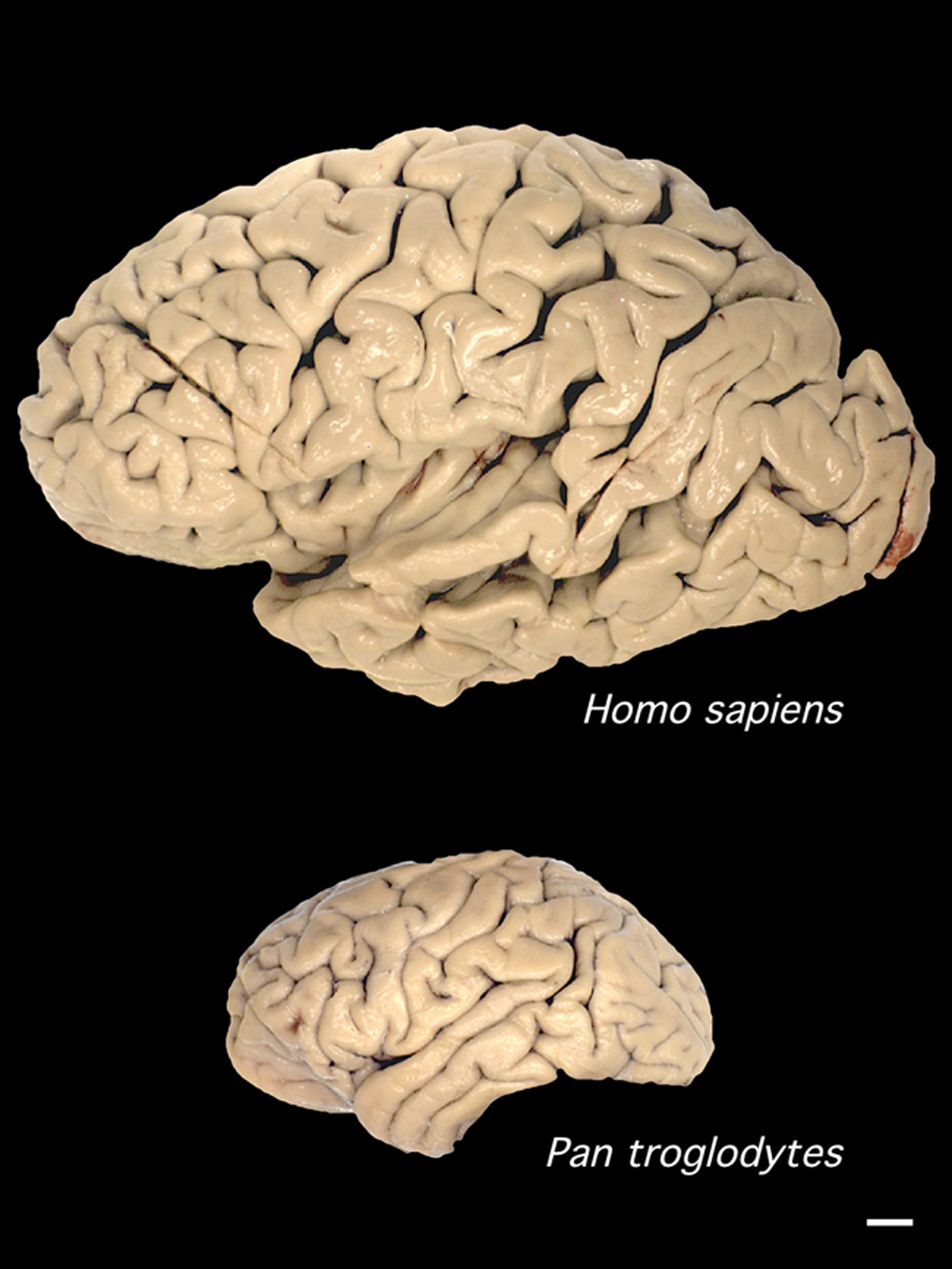
Comparaison du cerveau d'un homme moderne (en haut) et d'un chimpanzé (en bas).

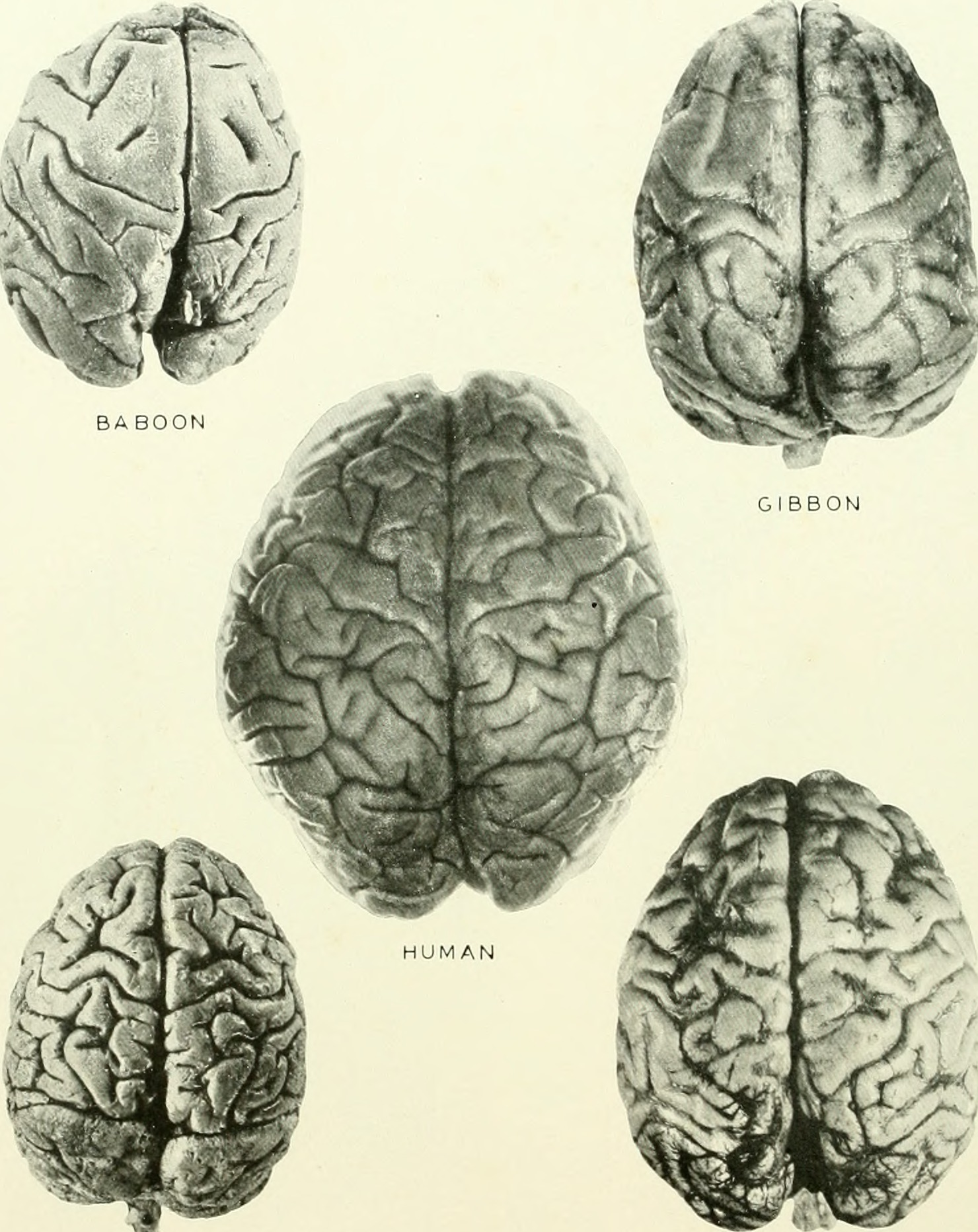
Image issue du livre "The brain from ape to man; a contribution to the study of the evolution and development of the human brain"

### Cerveau et cervelet
Le tronc cérébral et le système limbique sont principalement constitués par des noyaux neuronaux, qui sont des groupes de neurones étroitement liés par leurs fibres axonales qui les relient les uns aux autres. Les deux autres grandes régions du cerveau (le cerveau antérieur et le cervelet) sont basées sur une architecture corticale. À la périphérie externe du cortex, les neurones sont disposés en couches (dont le nombre varie selon l'espèce et la fonction) de quelques millimètres d'épaisseur. Il y a des axones qui se déplacent entre les couches, mais la majorité de la masse des axones est en dessous des neurones eux-mêmes. Les neurones corticaux et leurs faisceaux de fibres axonales ne devant pas rivaliser pour l'espace, les structures corticales peuvent évoluer plus facilement que dans une structure de noyaux neuronaux. Une caractéristique clé du cortex est que parce qu'il se développe « en surface », sa taille peut être augmentée à l'intérieur d'un crâne en introduisant des convolutions. De manière imagée, cela peut être comparé l'introduction d’un linge dans un verre en le chiffonnant. Le degré de convolution est généralement supérieur chez les espèces plus évoluées, qui bénéficient alors de l'augmentation de la surface du cortex.
Le cervelet, ou « petit cerveau », est situé derrière le tronc cérébral et en dessous du lobe occipital du cerveau chez l'homme. Son rôle comprend la coordination des tâches fines sensorielles et il peut être impliqué dans certaines fonctions cognitives, comme le langage. Le cortex cérébelleux humain est finement alambiqué, beaucoup plus que le cortex cérébral. Ses axones intérieurs sont appelés arbor vitae ou arbre de vie.

#### Néocortex et cortex
La zone du cerveau ayant subi le plus grand nombre de changements récents au cours de l'évolution est appelée le néocortex. Avec le paléocortex et l'archicortex, ils composent le cortex. Chez les reptiles et les poissons, cette zone est appelée le pallium et est plus petite et plus simple par rapport à leur masse corporelle que chez les mammifères. Selon l'état actuel des connaissances, le néocortex se serait d'abord développé il y a environ 200 millions d'années.
Les premiers mammifères placentaires sont apparus environ 125 millions d’années BP et leur morphologie ne semble pas avoir été très différente des marsupiaux et des opossums actuels. Ils étaient petits avec de petits cerveaux avec un sens de l'odorat développé et un néocortex réduit. Le néocortex primitif a évolué à partir d’une seule couche de neurones pyramidaux du cortex dorsal en une structure à six couches présente chez tous les mammifères actuels. Le néocortex a été divisé en 20 - 25 aires corticales, y compris des zones sensorielles primaires et certaines secondaires qui caractérisent le néocortex de presque tous les mammifères aujourd'hui. Les premiers primates étaient des animaux nocturnes et insectivores avec une région élargie du cortex visuel temporel. Ces primates étaient adaptés à la vie dans les branches de la forêt tropicale et avaient un système visuel élargi qui leur permettait une reconnaissance d’objet efficace pour saisir des insectes, de petits vertébrés ou des fruits. Leur néocortex était déjà important et comprenait un éventail de zones corticales présentes aujourd’hui chez tous les primates vivants. Lorsque les anthropoïdes diurnes ont émergé, le système visuel s’est spécialisé en une vision de type fovéal.
Le néocortex est responsable des fonctions cognitives supérieures - par exemple, le langage, la pensée et les formes connexes de traitement de l'information. Il est également responsable du traitement des entrées sensorielles (conjointement avec le thalamus qui est une partie du système limbique et qui agit en tant que routeur de l’information). La plupart de ses fonctions ne sont pas perçues par la conscience et sont par conséquent non disponibles pour l'inspection ou l'intervention de l'esprit conscient. Le néocortex est un accroissement ou une excroissance des structures du système limbique avec lequel il est étroitement intégré.

#### Cerveau humain
Le néocortex humain constitue environ 80 % du cerveau. Il est divisé en un grand nombre de régions spécialisées : les aires corticales. Bien qu’il n’y ait que des preuves limitées, le nombre de zones corticales, les divisions fonctionnelles fondamentales du cortex, aurait considérablement augmenté avec l'évolution du cerveau humain. Le néocortex des premiers mammifères présentait environ 20 aires corticales distinctes alors que chez l'homme on en compte environ 200, soit une augmentation d’un facteur dix.
Le cortex préfrontal, en particulier la zone 10 est proportionnellement plus importante chez les humains. Elle est impliquée dans les fonctions cognitives supérieures telles que la planification des actions futures, les initiatives et l’attention. Le cortex frontal granulaire de l'Homme est non seulement grand, mais il possède des neurones pyramidaux avec plus de cellules dendritiques complexes et plus d’épines pour les synapses.
Une autre région ayant particulièrement grandi est le cortex pariétal postérieur. Les ancêtres non-primates des primates avaient un cortex pariétal postérieur très réduit mais tous les primates ont une grande région pariétale postérieure où les stimuli somatosensoriels et visuels influencent les zones ou les domaines du cortex impliqués dans la planification, l'imitation, la saisie d’objets, l'auto-défense et les mouvements oculaires via leurs projections dans le cortex moteur et prémoteur. Le cortex pariétal postérieur est exceptionnellement grand chez les humains. Il a permis l’apparition de nouvelles fonctions, telles que l'utilisation précise de nombreux types d'outils qui est propre aux humains modernes.
La taille du cerveau humain entraine de considérables besoins alimentaires,. Le cerveau humain consomme près de 20 % du métabolisme basal (métabolisme d'un individu au repos) alors qu'il ne représente que 2 % du poids du corps humain. Ces besoins sont satisfaits par des aliments riches en protéines, lipides, et glucides.
L'apparition de la bipédie et le rôle de la thermorégulation (selon la règle d'Allen, les Homo ergaster africains auraient été longilignes) ont été souvent mis en avant pour expliquer l'émergence de nouvelles capacités cognitives. La locomotion bipède et un profil longiligne auraient en effet diminué la taille du canal de naissance (raccourcissement en hauteur et en largeur du bassin) au même moment où la sélection naturelle poussait vers de plus grands cerveaux permettant l'utilisation d'outils. Ce dilemme obstétrical aurait été résolu par la naissance du fœtus à un stade beaucoup plus précoce du développement avec un crâne mou, les fontanelles permettant à la tête de se déformer pour s'adapter au passage par le canal pelvien,. Toutefois, selon une autre analyse plus récente, un bassin maternel plus large n’aurait pas remis en question la bipédie, ni rendu la marche forcément plus difficile. L'immaturité cérébrale à la naissance (appelée altricialité secondaire) serait liée au métabolisme maternel devenu incapable de supporter une gestation plus longue d’une progéniture à grand cerveau (les besoins nutritionnels intra-utérins de cette progéniture étant trop importants),. Quelle qu'en soit la raison, cette longue maturation du cerveau après la naissance permet à l'enfant humain — et à ses capacités cérébrales — de se développer en lien fort avec son environnement, et ce pendant une longue période,,.

## Intelligence

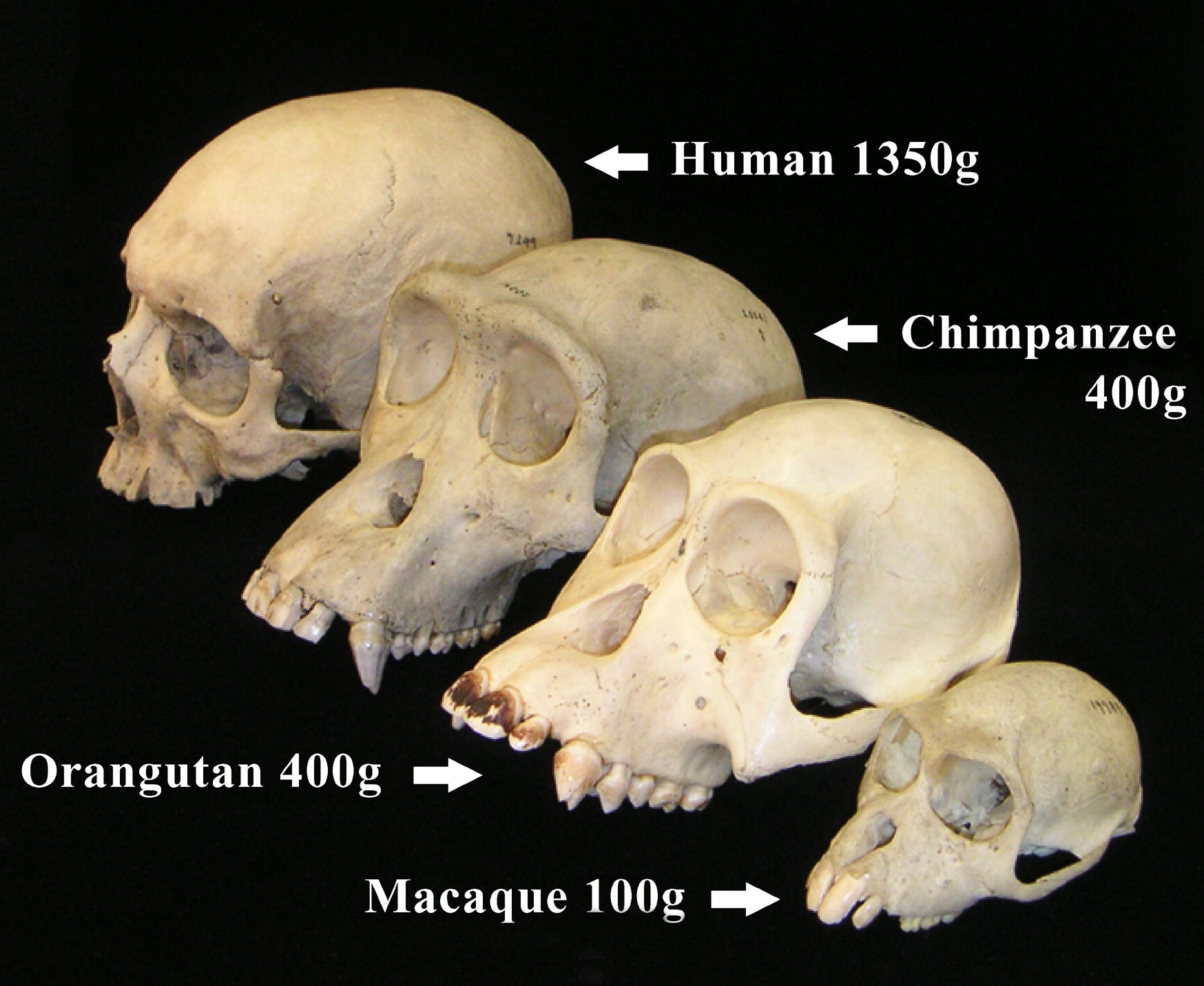
Comparaison de crânes de primates

Il n'existe pas de définition universelle de l'intelligence. Elle peut être définie et mesurée par la vitesse et le succès pour résoudre des problèmes. La flexibilité mentale et comportementale est souvent considérée comme étant une bonne mesure de l'intelligence. Cette flexibilité permet l'apparition de nouvelles solutions à partir des connaissances précédentes. L'humain est l'animal qui possède la plus grande capacité à trouver de nouvelles solutions. Les oiseaux corvidés sont étonnamment intelligents du point de vue de l'utilisation d'outils, de la flexibilité et de la planification d'actions. Ils peuvent même rivaliser avec les primates dans une certaine mesure. Il existe peu de données comparant l'intelligence entre les différents animaux.

## Évolution de la taille du cerveau humain
L'évolution du cerveau humain a été une suite complexe de variations de taille, principalement des augmentations, intercalées avec des épisodes de réorganisation du cortex cérébral. La science de l'étude des cerveaux fossiles s'appelle la paléoneurologie.
| Espèce                     | Volume endocrânien | Date d'apparition        |
| -------------------------- | ------------------ | ------------------------ |
| Sahelanthropus tchadensis  | 350 cm3            | 7 millions d'années AP   |
| Australopithecus afarensis | 400 à 550 cm3      | 3,9 millions d'années AP |
| Homo habilis               | 550 à 700 cm3      | 2,3 millions d'années AP |
| Homo ergaster              | 750 à 1 050 cm3    | 2 millions d'années AP   |
| Homo neanderthalensis      | 1 300 à 1 700 cm3  | 450 000 ans AP           |
| Homo sapiens               | 1 300 à 1 500 cm3  | 300 000 ans AP           |

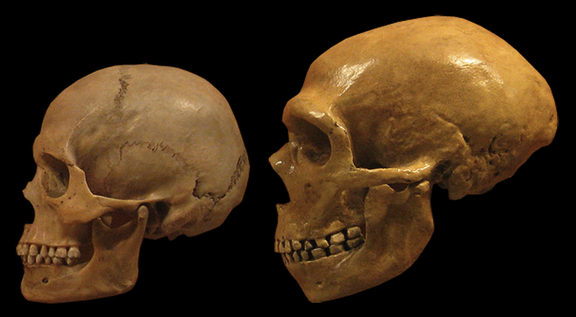
Comparaison d'un crâne d'homme moderne à gauche et d'un crâne néandertalien à droite.

La lignée humaine et celle des chimpanzés ont divergé il y a plus de 7 millions d’années. Leur dernier ancêtre commun avait un cerveau dont le volume représentait probablement moins d'un tiers de celui de l'homme moderne. L'apparition de la bipédie, il y a au moins 7 millions d'années, avec Sahelanthropus tchadensis, aurait eu pour conséquence le recentrage de l'os occipital, alors qu'il oblique vers l'arrière chez les grands singes, et une réorganisation de la structure cérébrale.
Au cours des deux derniers millions d'années, le cerveau du genre Homo a considérablement augmenté de taille, en particulier les parties préfrontale, pariétale postérieure, latérale temporale et les régions insulaires. La spécialisation des deux hémisphères cérébraux pour des fonctions connexes mais différentes est devenue plus prononcée, le langage et d'autres capacités cognitives avancées ont émergé. A contrario, certaines parties du cortex n’ont pas changé de taille malgré l’augmentation de volume du cerveau humain, notamment les zones sensorielles et motrices primaires.
En première approximation, et faute de pouvoir analyser en détail des cerveaux qui ne se fossilisent pas, les paléoneurologues établissent généralement une corrélation plus ou moins linéaire entre taille du cerveau et capacités cognitives. À différents stades de l'évolution humaine, les avantages du surcroit de capacités cognitives apporté par un plus gros cerveau auraient excédé l'inconvénient d'un besoin supplémentaire en énergie. De meilleures capacités cognitives auraient notamment conféré un avantage pour la survie et la reproduction, et les individus possédant des gènes codants de plus hautes capacités cognitives auraient été en mesure de transmettre davantage leur patrimoine génétique aux générations suivantes.
L'évolution du cerveau ne se serait pas faite de façon linéaire mais par paliers. Les premiers australopithèques possédaient un cerveau un peu plus grand que le cerveau des chimpanzés actuels. Australopithecus afarensis a un volume endocrânien compris entre 400 et 550 cm3, alors que les crânes de chimpanzés vivant aujourd’hui ont un volume interne de moins de 400 cm3. La taille du cerveau a ensuite progressivement augmenté par rapport à la taille du corps pendant 3 millions d'années. Homo habilis, premier représentant connu du genre Homo, apparu il y a 2,3 millions d'années, montre une augmentation modeste de la taille du cerveau. Il présentait en particulier une expansion d'une partie du lobe frontal impliquée dans le langage appelé l'aire de Broca. Les premiers crânes fossiles d'Homo ergaster, datés de 2 millions d'années, présentaient un volume en moyenne légèrement supérieurs à 750 cm3. De là, le volume crânien a lentement augmenté pour atteindre 1 000 cm3 il y a environ un million d'années. Homo ergaster est notamment l'inventeur présumé de l'industrie acheuléenne.
Il y a environ 450 000 ans apparait Homo neanderthalensis. Son cerveau culmine entre 1 500 et 1 700 cm3. Il est l'humain ayant eu le plus grand cerveau. D’après les analyses de fossiles de nouveau-nés néandertaliens, il semble pourtant qu'à la naissance, leur tête n'était pas plus grande que celle des hommes modernes mais la croissance des enfants néandertaliens était plus rapide, ce qui leur permettait d'atteindre un volume crânien plus élevé qu'Homo sapiens. Les Néandertaliens avaient des lobes pariétaux et un réseau vasculaire moins développés et moins complexes que ceux dHomo sapiens, mais des lobes frontaux plus étendus. De plus, le cerveau moderne connait un grand changement de forme durant la première année de la vie du nourrisson, tandis que cette phase de développement précoce était absente chez Néandertal.
Les besoins énergétiques croissants du cerveau humain auraient été satisfaits par un meilleur rendement énergétique de l'alimentation, tout d'abord, il y a environ deux millions d'années, par la transformation des aliments par broyage préliminaire pour faciliter la digestion, puis, il y a environ 400 000 ans, par la généralisation de la cuisson, grâce à la domestication du feu.
Il y a environ 300 000 ans apparait Homo sapiens. Son cerveau atteint 1 500 cm3 au cours du Paléolithique supérieur. Durant les 20 000 dernières années, le cerveau masculin a diminué de 1 500 à 1 350 cm3 (soit −10 %) et le cerveau féminin dans les mêmes proportions. Des carences nutritionnelles et la diminution de la taille du corps chez les populations agricoles sont un facteur parfois avancé par certains chercheurs pour expliquer cette tendance. D'autres estiment que cela découle de la création des systèmes sociaux et de la division des tâches : chaque être humain a moins de connaissances à stocker. Les hommes actuels sont également plus graciles que les Homo sapiens du Paléolithique supérieur. Les sociétés industrielles des 100 dernières années ont cependant vu la taille du cerveau rebondir. La meilleure nutrition infantile et la diminution du nombre des maladies pourraient en être la raison, ou plus simplement la croissance de la taille corporelle moyenne. Finalement, le volume d'un cerveau humain actuel représente environ 3,5 fois celui d'un chimpanzé moderne.
Les conséquences de cette diminution de la taille du cerveau depuis le Paléolithique supérieur ne sont pas clairement établies. Il n’est pas exclu que Néandertal ait eu de meilleures capacités cognitives dans certains domaines. Certains scientifiques pensent que sa vision était meilleure que celle des hommes modernes. Certains chercheurs pensent que les capacités cognitives de Neandertal étaient au moins similaires à celle de l’homme moderne,. D’autres travaux théorisent une plus grande efficacité du cerveau des hommes modernes qui compenserait une taille plus réduite. À partir du Pléistocène supérieur, Homo sapiens d'abord, puis l'Homme de Néandertal ont enterré leurs morts ce qui est une preuve d'une pensée métaphysique. Ils utilisaient tous deux une gamme d'outils plus ou moins élaborés, et ont eu une production artistique, quoique limitée chez Néandertal. De récentes études de 2017 de la plaque dentaire trouvée sur des dents de Néandertaliens suggèrent que les hommes de Néandertal utilisaient des plantes médicinales pour se soigner, notamment des analgésiques (acide salicylique des bourgeons de peuplier) et des antibiotiques naturels (Penicillium).
La croissance la plus rapide du cerveau se réalise pendant les trois premières années de vie. Selon une étude publiée en 2019 et basée sur l'analyse de dents fossiles, les ancêtres de l'homme moderne (genre Homo) allaitaient leurs bébés au lait maternel pendant trois à quatre ans. Les auteurs de l'étude estiment que cette longue période d'allaitement a certainement joué sur le développement du cerveau,. Une étude de 2011 portant sur 128 espèces de mammifères, dont l'homme, établit que plus la durée de l'allaitement d'un mammifère est longue et plus la taille de son cerveau est importante. En 2016, une étude menée par des chercheurs de l’école de médecine de l’université de Washington, portant sur 77 bébés nés prématurés d'au moins 10 semaines, indique que les nourrissons ayant reçu le plus de lait maternel pendant le premier mois de leur vie ont eu aussi la plus importante taille de cerveau.

### Remarque
Les progrès technologiques et l'augmentation du QI moyen, bien que liés à l’intelligence, ne signifient pas que les capacités cognitives des humains modernes s’améliorent. Ces évolutions sont liées à des changements sociaux et démographiques comme la transmission des savoirs. Certains hommes modernes de tribus primitives tels que les Nambikwara, bien que dotés du même cerveau, vivaient il y a encore quelques décennies dans le dénuement le plus complet sans aucun habillement ou outillage. Un style de vie peu différent des premiers hommes. Des critères reflétant plus objectivement les capacités cognitives et non liés à l’éducation, tels que le temps de réaction, montreraient, au contraire, une diminution des capacités cognitives depuis au moins une centaine d’années.

## Réarrangement du cerveau humain
Pour certains chercheurs les augmentations quantitatives dans le tissu neural et de la capacité neurale de traitement de l'information ont été les déterminants les plus importants de l'intelligence humaine. Pour d'autres, c’est plutôt une réorganisation du cerveau humain qui a été le principal déterminant de l'augmentation des capacités mentales. Les scientifiques sont arrivés plus récemment à une sorte de consensus lorsqu’ils ont réalisé qu’un changement quantitatif et la réorganisation neuronale ne sont pas des phénomènes mutuellement exclusifs. En effet, chez les mammifères, l'augmentation de la taille du cerveau est corrélée ou prédit diverses formes de réorganisation du cerveau, y compris une diminution de la densité neuronale, une augmentation du nombre des connexions des neurones, un nombre de circonvolutions et fissures accru, une spécialisation accrue des neurones et enfin une augmentation de la taille du néocortex, du cervelet, de l'hippocampe et d'autres structures neurales,.
Parmi les espèces de mammifères, celles qui présentent les plus grands cerveaux relatifs sont généralement celles qui ont les plus grandes capacités mentales. Dans de nombreux cas, la taille relative élevée est accompagnée, non seulement de capacités de traitement plus importantes, mais aussi d’une augmentation du nombre de modules neuronaux, d’une augmentation de la taille du néocortex et d'autres zones supérieure du traitement neural et d’une augmentation de la connectivité neuronale.
Avec l'utilisation de l'imagerie in vivo par résonance magnétique (IRM) et l'échantillonnage des tissus, différents échantillons corticaux des membres de chaque espèce d'hominidés ont été analysées. Les zones spécifiques du cerveau présentaient une variabilité par la taille suivant les espèces observées. Ces différences peuvent être la marque de la spécificité de l’organisation neuronale de chaque espèce. Des variations de la taille du cortex peuvent montrer des adaptations spécifiques, des spécialisations fonctionnelles et ou des événements évolutifs de l'organisation du cerveau des hominidés. Dans un premier temps, il était considéré que l’analyse du lobe frontal (une partie importante du cerveau qui est responsable du comportement et des interactions sociales) pouvait permettre de prédire les différences de comportement entre les hominidés et les humains modernes. On pense maintenant que l'évolution a eu lieu dans d'autres parties du cerveau qui sont strictement associés à certains comportements.
Alors que les volumes relatifs du cerveau humain sont restés relativement comparables durant le Paléolithique, la position de certains points de repère spécifiques des caractéristiques anatomiques de surface, par exemple le sillon semi-lunaire, suggèrent que les cerveaux ont subi une réorganisation neurologique.
Des dents fossiles des premiers humains et hominines montrent que le développement dentaire des enfants marquait une pause, y compris chez les australopithèques. Ces périodes de repos sont des périodes où il n'y a pas d'éruptions dentaires de dents adultes. Pendant cette phase du développement, l'enfant s’habitue à la structure sociale et à la culture. Cette période, absente chez les autres hominidés, donnerait à l'enfant un avantage en lui permettant de se consacrer plusieurs années à son développement cognitif, par exemple au développement de la parole ou de la coopération au sein d'une communauté. Les chimpanzés ne disposent pas de cette période dentaire neutre. Des études suggèrent l’apparition de cette période de repos très tôt chez les hominines.
L'intelligence de l'homme semble résulter d'une combinaison et de la mise en valeur de propriétés présentes également chez les primates non-humains plutôt que des propriétés uniques, tels que la théorie de l'esprit, l'imitation et le langage.

## Facteurs génétiques chez l'humain
Les estimations d'héritabilité basées sur des jumeaux et des familles indiquent que 50% des différences d'intelligence entre individus sont corrélées à des facteurs génétiques,. De même, des études publiées dans Nature Genetics et Molecular Psychiatry montrent une corrélation entre facteurs génétiques et intelligence (mesurée par le QI mais aussi par le nombre d'années d'études),. C'est seulement à partir de 2017, et l'utilisation d'outils génétiques plus récents, que des résultats reproductibles ont pu être obtenus. Les chercheurs ont identifié des gènes (environ 187 nouveaux locus indépendants impliquant 538 gènes) dont la variation de séquence peut expliquer une variation du degré d'intelligence. Ces gènes sont notamment impliqués dans la neurogenèse, la myélinisation et la synaptogenèse. Aujourd'hui, 10% de la variabilité d'intelligence entre individus est expliquée par la variation de séquences de plusieurs gènes en même temps (genome-wide polygenic scores) et 25% par des polymorphismes d'un seul nucléotide. Autrement dit, 15% de l'héritabilité génétique (pour atteindre les 50% des études sur les jumeaux) liée à l'intelligence n'est pas encore expliquée. Le fait que l'héritabilité est de loin inférieure à 100% indique la participation forte de l'environnement au développement de l'intelligence. Les études manquent aujourd'hui sur l'interaction entre gènes et environnement, qui exprime une sensibilité génétique à un environnement donné.

### Points communs et différences moléculaires avec d'autres espèces mammifères
Les gènes impliqués dans le neuro-développement sont extrêmement conservés entre les mammifères (94% des gènes en commun avec le chimpanzé, 75% avec la souris), comparé aux autres régions du corps. Les différences d'organisation du cerveau humain avec les autres espèces reposent donc sur un faible nombre de gènes.
Les principales différences génétiques reposent sur une évolution des régions inter-géniques, impliquées dans la régulation de l'expression des gènes. Elle conduit à l'expression de gènes au cours du neuro-développement chez l'humain qui ne sont pas exprimés chez les autres espèces. Certaines de ces régions ont évolué très vite chez l'humain (human accelerated regions). Les nouveaux gènes exprimés au cours de la neurogenèse chez l'humain sont notamment impliqués dans les voies cellulaires NOTCH, WNT et mTOR ; il s'agit aussi des gènes codant ZEB2, PDGFD et son récepteur PDGFRβ. Le cortex humain est aussi caractérisé par une augmentation du gradient d'acide rétinoïque dans le cortex préfrontal, conduisant à une augmentation de son volume chez l'humain. Leur action est d'augmenter la durée de la neurogenèse ou d'augmenter les capacités prolifératives des progéniteurs neuraux, conduisant à davantage de neurones corticaux chez l'humain. L'évolution des régions inter-géniques conduit aussi à l'absence d'expression de gènes comparé à d'autres espèces. C'est le cas notamment des gènes GADD45G et FLRT2/FLRT3.
La seconde source de différences génétiques entre le génome humain et celui d'autres espèces consiste en l'apparition de nouveaux gènes par duplication. Environ 30 nouveaux gènes (spécifiques à l'humain ou présents dans le génome des hominidés) sont exprimés au cours du neuro-développement. La plupart des gènes étudiés sont impliqués dans la neurogenèse (gènes spécifiquement humains : NOTCH2NLA, NOTCHN2LB, NOTCH2NLC, ARHGAP11B; gènes spécifiques aux hominidés : TBC1D3, TMEM14B). Les patients avec délétions des gènes NOTCH2NL sont atteints de microcéphalie, montrant la nécessité de ces gènes, acquis récemment au cours de l'évolution (moins de 6 millions d'années) dans l'établissement de la taille du cortex cérébral.
On connaît beaucoup moins les aspects moléculaires spécifiques de la maturation neuronale chez l'humain. Les gènes conservés entre les mammifères montrent une expression retardée chez l'humain, comparé aux autres espèces, associée à la néoténie du neuro-développement humain. Certains gènes sont exprimés au cours de la maturation neuronale uniquement chez les primates et non les autres espèces ; c'est le cas notamment du gène osteocrin. Un gène spécifique à l'humain, SRGAP2C, est responsable de la néoténie synaptique, c'est-à-dire une synaptogenèse prolongée dans le temps chez l'humain comparé aux autres espèces,.
On connaît encore moins les aspects moléculaires spécifiques à la physiologie des neurones humains. Les neurones humains expriment environ 95% de leurs gènes de manière similaire avec les chimpanzés . Les neurones de chimpanzés sont toutefois plus proches des neurones de gorilles que des humains en ce qui concerne les gènes qu'ils expriment . Ainsi, l'évolution des régions régions inter-géniques conduit là encore à une différence d'expression génique dans les neurones humains, ce qui pourrait avoir des conséquences fonctionnelles, à explorer. Notamment, les gènes synaptiques sont exprimés différemment dans les neurones humains comparé aux chimpanzés et gorilles . Par ailleurs, un gène spécifique aux hominidés, LRRC37B, code pour un récepteur transmembranaire qui est localisé spécifiquement à la zone de gâchette des neurones pyramidaux humains . Il inhibe les canaux sodiques de la zone de gâchette, ce qui conduit à une plus faible excitabilité neuronale . Or les neurones pyramidaux humains sont moins excitables que ceux des autres espèces (dont les macaques et marmousets), ce qui pourrait contribuer à des différences de traitement de l'information neuronale dans notre espèce (voir Cerveau humain). 

#### Microcéphaline et ASPM
Bruce Lahn et ses collègues, du Centre médical Howard Hughes à l'Université de Chicago, ont suggéré l’existence de gènes spécifiques contrôlant la taille du cerveau humain. Ces gènes pourraient avoir joué un rôle dans l'évolution du cerveau. L'étude a commencé avec l’évaluation de 214 gènes impliqués dans le développement du cerveau. Ces gènes ont été obtenus à partir d'êtres humains, de macaques, de rats et de souris.
Lahn et les autres chercheurs ont trouvé des séquences d'ADN responsables de la modification des protéines au cours de l’évolution. Le temps nécessaire pour l’apparition de ces changements a ensuite été estimé. Les résultats suggèrent que ces gènes liés au développement du cerveau humain ont évolué beaucoup plus rapidement chez l'homme que chez les autres espèces. Une fois cette preuve génomique acquise, Lahn et son équipe ont décidé de trouver le ou les gènes responsables de cette évolution rapide spécifique. Deux gènes ont été identifiés. Ces gènes contrôlent la taille du cerveau humain. Ces gènes sont la microcéphaline (MCPH1) et la microcéphalie anormale fusiforme (ASPM). Les mutations de la microcéphaline et la microcéphalie anormale fusiforme causent une diminution du volume cérébral jusqu’à une taille comparable à celle des premiers hominidés,. Les chercheurs de l'Université de Chicago ont pu déterminer que sous la pression de la sélection naturelle, des variations significatives de séquences d'ADN de ces gènes se sont répandues. Des études antérieures de Lahn montrent que la microcéphaline a connu une évolution rapide qui a finalement conduit à l'émergence de l'Homo sapiens. Après l'apparition de l'homme, la microcéphaline semble avoir montré un taux d'évolution plus lent. Au contraire, l'ASPM a montré l’évolution la plus rapide après la divergence entre les chimpanzés et les humains.
Chacune des séquences de gènes est passée par des changements spécifiques qui a conduit à l’apparition des ancêtres des humains. Afin de déterminer ces modifications, Lahn et ses collègues ont utilisé des séquences d'ADN provenant de plusieurs primates puis comparé ces séquences avec celles des humains. Après cette recherche, les chercheurs ont analysé statistiquement les principales différences entre les primates et l'ADN humain pour arriver à la conclusion que les différences étaient dues à la sélection naturelle. Les changements accumulés dans les séquences d'ADN de ces gènes ont donné un avantage compétitif et une meilleure condition physique aux humains. Ces avantages couplés avec une taille de cerveau plus grande ont permis en fin de compte à l'esprit humain d'avoir une capacité cognitive supérieure.

### Huntingtine
Tous les humains possèdent deux copies du gène Huntingtin (HTT), qui code la protéine Huntingtine (HTT). Le gène est aussi désigné par HD et IT15. Une partie de ce gène est un triplet de nucléotides CAG répété. Ce gène a été trouvé chez des amibes. Il serait apparu il y a 800 millions d'années. Chez les Deutérostomiens, le gène semble lié à la complexité cérébrale. Un grand nombre de triplet CAG (entre 27-35) chez l'Homme serait corrélé à des capacités cognitives et sensorielles supérieures. La protéine huntingtine joue un rôle clé dans le développement cérébral chez l'Homme. Un nombre supérieur à 35 est responsable du déclenchement de la maladie de Huntington.

### Gène Klotho
Le gène KLOTHO est un gène responsable de la synthèse de la protéine Klotho qui est impliquée dans le processus de vieillissement. Il est situé sur le chromosome 13 humain. Certains variants de ce gène chez l'homme et la souris augmente l’activation des NMDAR (en), un récepteur au glutamate. Théoriquement, ce variant augmenterait d'environ 6 points le quotient intellectuel ce qui ferait de Klotho le gène connu ayant le plus d'impact sur l'intelligence à ce jour, devant les gènes NPTN (en) et HMGA2 (en).

## Perspectives d'évolutions futures
Une plus grande intégration du cerveau humain avec la technologie et les perspectives qu'offre le génie génétique pourrait donner à l'évolution du cerveau humain un futur imprévisible,.